# Pilka
Pilka – wieś w Estonii, w prowincji Tartu, w gminie Luunja.